# Friedrich von Löwis of Menar

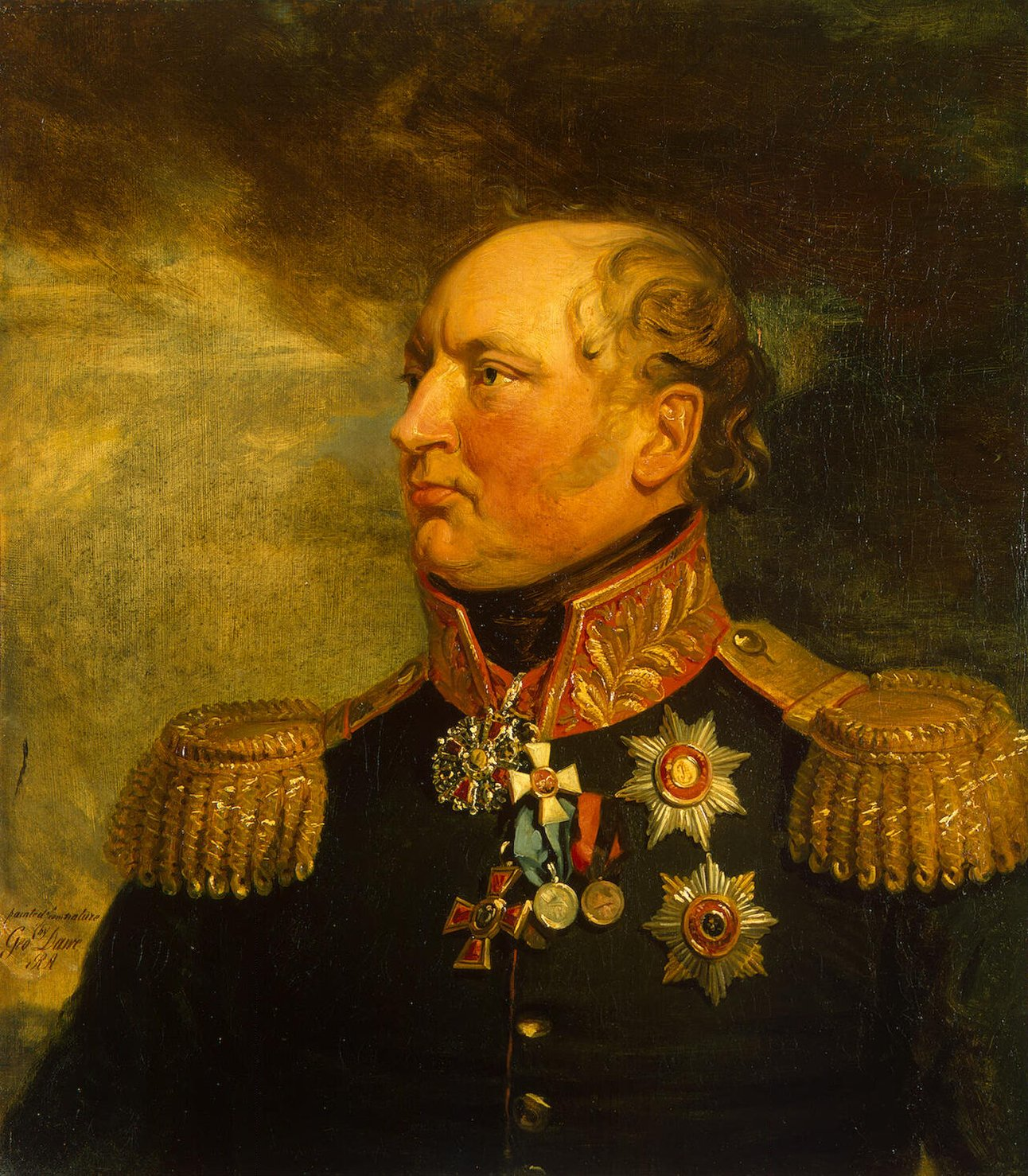
Friedrich von Löwis of Menar (von George Dawe)

Friedrich von Löwis of Menar, auch Fedor Fedorovich von Loewis of Menar, (russisch Фёдор Фёдорович Левиз; * 26. Augustjul. / 6. September 1767greg. in Hapsal; † 4. Apriljul. / 16. April 1824greg. in Sehlen) war ein russischer Generalleutnant und livländischer Landmarschall. Er gilt als der „Retter der Stadt Riga“ im August 1812 und zählte zu den herausragenden militärischen Persönlichkeiten im Kampf gegen den französischen Kaiser Napoleon.

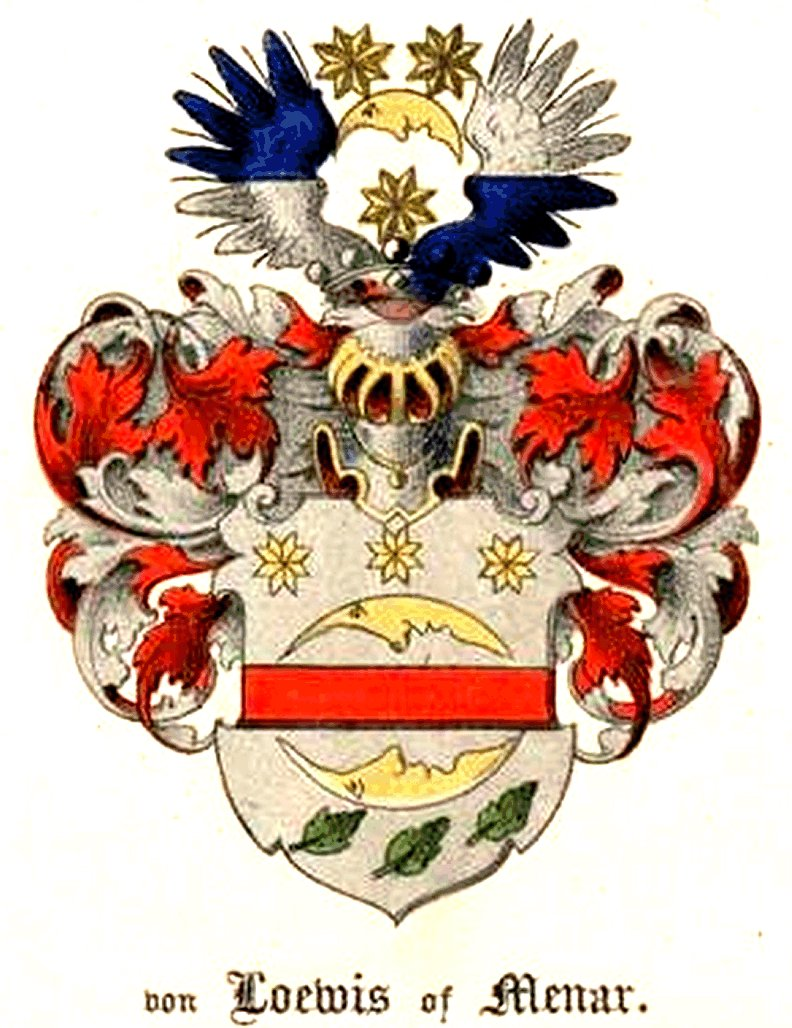
Familienwappen derer von Löwis of Menar

## Herkunft
Die Urahnen der Adelsfamilie Löwis of Menar stammen von einem schottischen Adeligen aus der Grafschaft Peebles in Südschottland ab, die auf Castle Manor lebten. Die älteste Familienbekundung verweist auf das Jahr 1434 und benennt den Vogt Patryk of the Lowys of Mener. Im 17. Jahrhundert musste einer der Nachfahren (vermutlich William Lewis (Löwis) † 1675), der aus Glaubensgründen gefährdet gewesen sein könnte, seine Heimat Schottland verlassen und siedelte nach Schweden über. Er war der erste Löwis, der in fremden Heeren seinen Dienst versah und als Oberstleutnant unter König Gustav II. Adolf von Schweden diente. In Folge seiner Verdienste wurde er mit den Gütern Panten und Nurmis in Livland (heute Lettland und Estland) belehnt.

## Leben
Friedrich wurde als Sohn des russischen Generalmajors Reinhold Friedrich von Löwis of Menar aus Nurmsi in Livland und dessen Gemahlin Dorothea Elisabeth Clapier de Colongue aus dem Hause Samma geboren. Er heiratete am 24. September 1797 Johanna Wilhelmine Freiin von Posse aus dem Hause Woidoma in Livland. Mit ihr hatte er die Kinder Gotthard August (1801), Johanna Wilhelmine (1807), Alexander (1809), Anna Juliane (1818) und Elisabeth (1820). Sein Bruder war der Forstwirt Andreas von Löwis of Menar (1777–1839).

## Militärische Karriere
Im Jahre 1782 trat er in das russische Heer ein und war von 1788 bis 1790 als Major im russisch-schwedischen Krieg in Finnland eingesetzt. Als Oberstleutnant versah er 1792 in Polen seinen Dienst und erhielt in Anerkennung seiner Leistungen den Russischen Orden des Heiligen Georgs IV. Klasse. Es folgte mit der Beförderung zum Oberst 1799 das Kommando des Karabinerregimentes Riga. Mit der Beförderung zum Generalmajor führte er das Kürassierregiment „Löwis“ um dann 1800 Chef des ehemaligen Ekatarinoslawschen Kürassier-Regiments zu werden. Krankheitsbedingt musste von Löwis of Menar zwischen 1802 und 1805 seinen Militärdienst ruhenlassen, um direkt danach Chef des Jaroslawschen Musketierregiments zu werden. Von 1806 bis 1807 diente er im Korps „von Essen“ und wurde in dieser Verwendung mit dem Orden des Heiligen Wladimir III. Klasse und dem Russischen Orden der Heiligen Anna I. Klasse ausgezeichnet. 1808 übernahm er als Generalleutnant das Kommando über die 10. Infanteriedivision. 1809, während des Österreichischen Feldzuges gegen das Herzogtum Warschau, war er in Galizien gegen die Österreicher eingesetzt, ohne dass es dabei zum Kampf mit den Österreichern kam. Im Russisch-türkischen Krieg war er von 1810 bis 1811 Korpskommandeur in der Walachei und Bulgarien, dort vereitelte er die Einkesselung des osmanischen Heeres. 1811 erkrankte er erneut und wurde vorübergehend außer Dienst (a. D.) gestellt, aber 1812 reaktiviert. Er fand dann im „Korps von Essen“ in Kurland eine Verwendung und führte das Gefecht bei Keckau, er rettete Riga vor der Belagerung, und daraufhin wurde er mit dem St. Georgsorden III. Klasse geehrt. Danach leitete er bis zur Kapitulation im November 1813 die Belagerung von Danzig und wurde mit dem Goldenen Ehrensäbel mit Brillanten dekoriert. Seinen letzten Dienst versah er als Kommandeur der 25. Infanteriedivision und wurde 1813 aus dem militärischen Dienst verabschiedet.

Russischer Orden des Heiligen Georg IV. Klasse
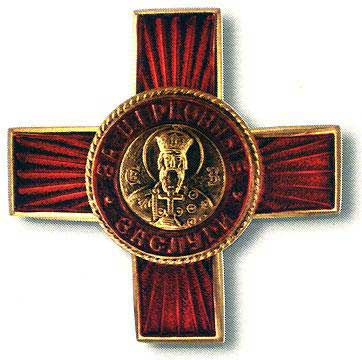
Orden des Heiligen Wladimir III. Klasse
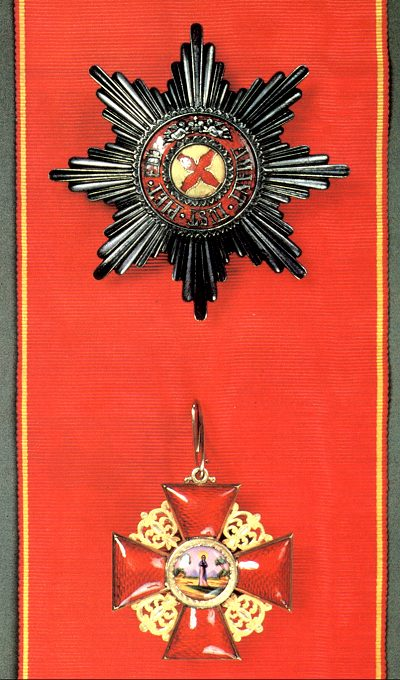
Russischer Orden der Heiligen Anna I. Klasse
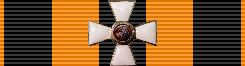
Russischer Orden des Heiligen Georg III. Klasse

Generalleutnant Friedrich von Löwis of Menar war im Kampf gegen die Oberherrschaft Napoleons über Europa ein ehrenhafter und bekannter Befehlshaber. Ihm gelang es, Zar Alexander I. von Russland, König Georg III. von England, König Friedrich Wilhelm III. von Preußen und den Kaiser Franz I. von Österreich zu einer europäischen Allianz zu führen. Gemeinsam mit Blücher, Wellington, Scharnhorst und Gneisenau kämpfte er gegen den französischen Besatzer.

## Retter von Riga
Im August 1812 wurde bekannt, dass ein preußisches Hilfskorps (zu diesem Zeitpunkt Verbündete von Napoleon unter dem Kommando des Oberst Heinrich Wilhelm von Horn) auf dem Mückenberg südlich der Insel Dahlenholm mit über 100 Kanonen und ungefähr 3000 Soldaten Stellung bezogen hatte. Damit sollte Riga belagert und eingenommen werden. Als taktische Maßnahme hatte der Kriegsgouverneur von Riga Generalleutnant von Essen die Vorstädte in der Nacht vom 11. auf den 12. Juli 1812 abbrennen lassen und befahl Generalleutnant von Löwis of Menar die Preußen zu bekämpfen. Löwis stellte sich mit fast 7000 Soldaten und einer unbekannten Anzahl von Geschützen entlang dem linken Ufer der Düna bis nach Ķekava südlich von Dahlen dem Feind entgegen. Unter besonders schweren Bedingungen hatte der als Bauer verkleidete, 18-jährige Student Friedrich von Berg das Kampffeld erkundet. Um vier Uhr morgens leitete Löwis den Gegenangriff ein, die Preußen wurden von beiden Seiten angegriffen und zogen sich unter schweren Verlusten nach Süden zurück. Dieser Sieg bewahrte Riga vor einer Belagerung und einem möglichen Dauerbeschuss.

## Landespolitiker
Nach seinem Militärdienst kaufte von Löwis of Menar erst 1818 die Güter Weißensee und Kawwern und 1820 Üllenorm in Livland. 1823 erbte er Bergshof in Livland, denen Lehnen, Welden, Arrendebes und Schloss Grobin im Kurland angeschlossen waren. Bereits 1803 hat er das kurländische Indigenat erhalten. Er war von 1818 bis 1822 livländischer Landmarschall. Aus politischen Zerwürfnissen mit dem Generalgouverneur Marquis Philip Osipovich Paulucci trat er von seinem Amt zurück. Er begleitete Zar Alexander I. von Russland und König Friedrich Wilhelm III. von Preußen während ihrer Besuchsreisen im Baltikum.